# 50 Let Pobiedy
50 let Pobiedy (ros. 50 лет Победы) – rosyjski lodołamacz atomowy typu Arktika wchodzący w skład Atomfłotu (Rosatomfłot), będącego częścią grupy Rosatom. Nazwa okrętu („50 lat Zwycięstwa”) nawiązuje do 50. rocznicy zakończenia Wielkiej wojny ojczyźnianej w czasie II wojny światowej. Statek jest jednym z największych lodołamaczy na świecie.

## Historia
Budowa jednostki projektu 10521 (zmodyfikowanego typu Arktika) rozpoczęła się na początku października 1989 r. w Stoczni Bałtyckiej im. Sergo Ordżonikidze w Leningradzie. Pierwotnie statek miał nosić nazwę „Ural”. Kadłub zwodowano 29 grudnia 1993 roku, lecz prace zostały wstrzymane w 1994 roku z powodu braku funduszy. Budowę statku wznowiono w 2003, zaś ukończono ją w 2007. W tym samym roku lodołamacz odbył swój rejs próbny do Zatoki Fińskiej, zaś w kwietniu tego roku dotarł w swoim dziewiczym rejsie do macierzystego portu w Murmańsku. 
Okręt wyposażony został w sale gimnastyczne, basen, bibliotekę, restaurację salon masażu oraz salon muzyczny, które przynależą załodze statku. Posiada również jedno lądowisko dla śmigłowca oraz jeden hangar dla śmigłowców typu Mi-2, Mi-8 lub Ka-27. Bez zawijania do portu, rejs okrętu może trwać do sześciu miesięcy, a szacunkowa maksymalna grubość lodu, którą może kruszyć to 2,8 m. 
W 2008 r. okręt został wynajęty przez grupę obserwatorów zaćmień do obserwacji zaćmienia Słońca z 1 sierpnia 2008. Lodołamacz pobił wtedy rekord w przebyciu trasy z Murmańska na Biegun Północny, wypływając z portu 21 lipca, a docierając do miejsca przeznaczenia w dniu 25 lipca (trasę pokonał w ciągu czterech dni zamiast przewidywanych siedmiu). 
W październiku 2013 r. statek transportował ogień olimpijski na Biegun Północny w czasie poprzedzającym rozpoczęcie Zimowych Igrzysk Olimpijskich 2014 w Soczi.
W sierpniu 2017 r. statek pobił kolejny rekord w przebyciu trasy z Murmańska na Biegun Północny, pokonując tę drogę w czasie 79 godzin.